# Пастдаргомский район
Пастдаргомский район (тума́н; узб. Pastdargʻom tumani / Пастдарғом тумани) — район в Самаркандской области Узбекистана. Административный центр — город Джума.

## История
Пастдаргомский район был образован в 1930-е годы. В 1938 году включён в состав Самаркандской области. 20 декабря 1957 года к Пастдаргомскому району был присоединён Чархинский район.
В 1988 году в состав района вошла территория упразднённого Большевистского района.
В 1990 году Большевистский район (переименованный в Гузалкентский в 1992 году) был восстановлен. В 2001 году Гузалкентский район стал частью Пастдаргомского района.

## Административно-территориальное деление
По состоянию на 1 января 2011 года, в состав района входят:
- Город

1. Джума.

- 12 городских посёлков:

1. Агрон,
2. Балхиён,
3. Гузалкент,
4. Джагалбойли,
5. Искандари,
6. Мехнат,
7. Найман,
8. Сарибаш,
9. Урта Чархин,
10. Хиндибойи,
11. Чархин,
12. Чортут.

- 13 сельских сходов граждан:

1. Анхоp,
2. Арабхана,
3. Балаташ,
4. Бешкахрамон,
5. Гузалкент,
6. Димишкиболо,
7. Дурмонтепа,
8. Намуна,
9. Пулатчи,
10. Санчикуль,
11. Сарибаш,
12. Тоpapык,
13. Чимбай.